# 송라이터
송라이터(Songwriter)는 작곡과 작사 두 가지 일을 하는 사람을 말한다.
송라이터는 음악 작곡을 전문적으로 작곡하거나 노래 가사를 쓰거나 둘 다 하는 음악가이다. 곡을 작곡한 작가를 작곡가(composer)라고 부를 수 있지만 이 용어는 주로 클래식 음악 장르와 영화 스코어링에서 사용되는 경향이 있다. 주로 노래의 가사를 쓰는 송라이터를 작사가라고 한다. 대중적인 히트곡을 만들어내야 한다는 음악 산업의 압박으로 인해 작곡은 종종 여러 사람이 작업을 분담하는 활동이다. 예를 들어, 가사를 잘 쓰는 송라이터는 독창적인 멜로디를 만드는 작업을 하는 송라이터와 짝을 이룰 수 있다. 팝송은 밴드의 그룹 멤버 또는 스태프 작가(음악 출판사에서 직접 고용한 작곡가)가 작곡할 수 있다. 일부 송라이터는 자체 음악 출판사 역할을 하는 반면 다른 송라이터는 외부 퍼블리셔를 두고 있다.
작곡 방법을 배우는 구식 견습 방식은 대학 학위, 대학 졸업장 및 "록 학교"로 보완되고 있다. 현대 음악 기술(시퀀서, 신디사이저, 컴퓨터 사운드 편집)에 대한 지식, 작곡 요소 및 비즈니스 기술은 현대의 송라이터에게 중요하다. 몇몇 음악 대학에서는 음악 비즈니스 모듈과 함께 작곡 학위 및 학위를 제공한다. 작사 및 출판 로열티는 특히 노래가 히트 레코드가 되는 경우 상당한 수입원이 될 수 있기 때문이다. 법적으로 미국에서는 1934년 이후에 작성된 노래는 만든이에 의해서만 복제가 가능하다. 이러한 권한을 부여하는 법적 권한은 구매, 판매 또는 이전될 수 있다. 이는 국제 저작권법의 적용을 받는다.
송라이터는 다양한 방식으로 고용될 수 있다. 이들은 다른 아티스트와 함께 독점적으로 가사를 쓰거나 음악을 작곡할 수 있으며 A&R, 발행인, 에이전트 및 매니저에게 노래를 제시하여 고려할 수 있다. 송 피칭은 송라이터를 대신하여 퍼블리셔가 수행하거나 로우팩스(RowFax), 뮤직로우(MusicRow) 간행물 및 송쿼터스(SongQuarters)와 같은 팁 시트를 사용하여 독립적으로 수행할 수 있다. 작곡과 관련된 기술에는 기업가 정신과 창의성이 포함된다. 스태프 작가는 노래에 대한 기여에 대해 인쇄된 크레딧에 반드시 포함되는 것은 아니다.

## 같이 보기
- 작사가
- 작곡가
- 싱어송라이터